# 戴湘儀
戴湘儀（1991年1月13日—），中華民國政治人物、媒體界人士，中國國民黨籍，現任新北市議會議員，曾任新北市政府副發言人、新北市政府新聞局機要秘書、壹電視新聞台主播。2022年2月15日，宣布代表國民黨參選新北市新莊區議員並成功當選。

## 早年
戴湘儀出生於高雄市大寮區，家中以務農為生，後就讀鳳山國小音樂班，主修法國號，副修鋼琴。高中則畢業於高雄市立新興高級中學。
踏入媒體界
2013年，戴湘儀於國立中央大學企業管理學系畢業後，參加三立新聞財經台超級主播徵選並成功入選，遂開始擔任記者主跑財經新聞，直至2016年辭職赴倫敦金士頓大學進修藝術市場鑑賞研究所。
於倫敦進修期間，戴湘儀在2017年9月起至12月實習於鳳凰衛視倫敦分部，實習結束後婉拒轉正職邀約，於2018年至2020年回國任職於台灣壹電視擔任記者，並於2018年7月開始擔任兼任主播。

## 從政
2020年5月，時任臺北市市長柯文哲、新北市市長侯友宜均表達有意挖角戴湘儀進入市府團隊。後戴湘儀決定應時任新北市政府新聞局長蔣志薇邀請，辭去壹電視主播一職，轉任新北市政府機要秘書，並擔任市府副發言人。
2022年2月14日，戴湘儀辭任新北市政府副發言人，並於隔日宣布代表中國國民黨，角逐新北市新莊區議員席次，因曾任職於新北市市長侯友宜幕僚團隊，故被歸類為「侯家軍」系統。

## 選舉紀錄
| 年度 | 選舉屆數             | 選舉區           | 所屬政黨   | 得票數 | 得票率 | 當選標記 | 備註 |
| ---- | -------------------- | ---------------- | ---------- | ------ | ------ | -------- | ---- |
| 2022 | 第四屆新北市議員選舉 | 新北市第三選舉區 | 中國國民黨 | 17,963 | 9.85%  |          |      |

## 軼事
- 戴湘儀曾參與綜藝節目小明星大跟班所舉辦之第1屆《政壇好聲音》歌唱比賽，並奪得冠軍。當時，參賽者除戴湘儀外，亦有謝龍介、黃敬平、葉元之、林亮君、蔡畹鎣；評分老師為許常德[10]。

- 戴湘儀擔任新北市政府副發言人期間，因面容姣好，時常隨新北市市長侯友宜受訪，且多站在市長背後，故被媒體稱為「最美背後靈」[11]。

- 於新北市議會第4屆第1次定期會質詢期間，戴湘儀議員效法台北市議員王世堅，贈送同款螺絲起子玩具給侯友宜市長，希望侯友宜能夠進到總統府拴緊螺絲。[12][13][14][15]

## 外部連結
- 戴湘儀的Facebook專頁
- 戴湘儀的Instagram